# أرنولد سميث
أرنولد سميث (بالإنجليزية: Arnold Smith)‏ (و. 1915 – 1994 م) كان دبلوماسي كندي، ولد في مدينة تورونتو وتوفي بها عن عمر يناهز 79 عاماً.

## التعليم
تعلم في كلية كندا العليا.

## جوائز
حصل على جوائز منها:
- ضابط وسام كندا.